# Thapsia transtagana
Thapsia transtagana är en flockblommig växtart som beskrevs av Felix de Silva Avellar Brotero. Thapsia transtagana ingår i släktet Thapsia och familjen flockblommiga växter. Inga underarter finns listade i Catalogue of Life.